# Triticonazole
Le triticonazole est un composé organique de la famille des triazoles et utilisé comme fongicide.  Le triticonazole étant chiral consiste en un racémique des stéréoisomères E uniquement.

## Synthèse
Le triticonazole peut être obtenu à partir du chlorure de l'acide 2,2-diméthyl-penténoïque réagissant successivement avec du chlorure d'aluminium, de l'hydrogène, du 4-chlorobenzaldéhyde, de l'iodure de triméthylsulfonium dans le DMSO et du 1,2,4-triazole en plusieurs étapes : 